# Anna Spólna
Anna Spólna (ur. 1973) – literaturoznawczyni i krytyczka literacka, doktor habilitowana nauk humanistycznych, profesorka Uniwersytetu Radomskiego, wykładowczyni na Wydziale Filologiczno-Pedagogicznym URad., gdzie pracuje w Katedrze Kultury Polskiej i Mediów.
Jednocześnie zatrudniona w Muzeum Witolda Gombrowicza we Wsoli, oddz. Muzeum Literatury im. Adama Mickiewicza w Warszawie jako specjalistka ds. edukacji i nauki, kuratorka i współautorka wystaw.
Do jej zainteresowań badawczych należy współczesna literatura polska, zwłaszcza poezja najnowsza oraz twórczość Witolda Gombrowicza. Zajmuje się także zagadnieniami tradycji kulturowej i socjologii życia literackiego. Jest autorką i redaktorką 7 książek, kilkudziesięciu rozdziałów w monografiach, artykułów naukowych i popularnonaukowych oraz licznych recenzji.
Zasiadała w jury Nagrody Literackiej Miasta Radomia (2009-2017 r.)
Należała do redakcji „Miesięcznika Prowincjonalnego” (2003-2016 r.), w którym od 2000 r. prowadziła stały dział recenzji literackich
Pełniła funkcję zastępcy redaktora naczelnego „Radomskich Studiów Humanistycznych” (w l. 2014-2018), od 2023 należy do Rady Naukowej pisma
Należy do redakcji „Radomskich Studiów Filologicznych” (od 2022 r.)
Jest członkinią Rady Izby Pamięci Bolesława Leśmiana w Iłży.
Należy do Towarzystwa Literackiego im. Adama Mickiewicza, Oddział w Warszawie (od 2015 r.), Polskiego Towarzystwa Filozoficznego, Oddział w Radomiu (od 2010 r.), Radomskiego Towarzystwa Naukowego (od 2007 r.)
Mieszka w Radomiu.

## Książki
- Nowe „Treny”? Polska poezja żałobna po II wojnie światowej a tradycja literacka, Wydawnictwo Uniwersytetu Jagiellońskiego, Kraków 2007, ISBN: 978-83-233-2346-4
- Na skrzyżowaniu głosów. Szkice krytycznoliterackie, Wydawnictwo Uniwersytetu Technologiczno-Humanistycznego, Radom 2012, ISBN: 978-83-7351-514-7
- Dialogi z Mickiewiczem. Aktualizacje tradycji romantycznej w nowej i najnowszej poezji polskiej, Wydawnictwo Uniwersytetu Technologiczno-Humanistycznego, Radom 2017, ISBN: 978-83-7351-842-1; wyd. II zmienione, Wydawnictwo Muzeum Literatury im. A. Mickiewicza, Warszawa 2020 ISBN 978-83-953764-1-2
- Krytycznie, literacko. Szkice o literaturze z lat 2010-2021, Wydawnictwo Uniwersytetu Technologiczno-Humanistycznego, Radom 2021 ISSN 1642-5278,

## Redakcja lub współredakcja
- Iwaszkiewicz w podróży, pod red. Ewy Kołodziejczyk, Anny Spólnej, „Radomskie Monografie Filologiczne” nr 2 (3) 2013, Wydawnictwo Uniwersytetu Technologiczno-Humanistycznego, Radom 2013, ISBN: 978-83-735-1379-2, ISSN: 2299-0941
- Gombrowicz z przodu i z tyłu. Materiały Międzynarodowej Konferencji Naukowej, Wsola-Radom, 20-22 października 2014 roku, pod red. Krzysztofa Ćwiklińskiego, Anny Spólnej, Dominiki Świtkowskiej, seria „Monografie”, Wydawnictwo Uniwersytetu Technologiczno-Humanistycznego, Radom 2015, ISBN: 978-83-7351-763-9, ISSN: 1642-5278
- Gombrowicz na językach. Lekcje tłumaczy, red. i posłowie Anna Spólna, Wydawnictwo Pasaże, Kraków 2022	 ISBN 978-83-64511-88-2

## Otrzymane odznaczenia i nagrody
- Medal Komisji Edukacji Narodowej (2014 r.);
- Nagroda Prezydenta Miasta Radomia (2008 r.);
- Odznaka „Zasłużony dla Kultury Polskiej” (2022 r.).